# Les Créatures de l'ombre
Pour plus de détails, voir Fiche technique et Distribution.
Les Créatures de l'ombre (titre original : Don't Be Afraid of the Dark) est un téléfilm américain de John Newland diffusé le 10 octobre 1973 sur ABC.

## Synopsis
Les Farnham, un couple de jeune gens, héritent d'un manoir peuplé de petites créatures démoniaques qui veulent faire de Sally l'une des leurs. Le cauchemar commence quand Sally fait rouvrir une cheminée condamnée...

## Fiche technique
- Titre original : Don't Be Afraid of the Dark
- Titre français : Les Créatures de l'ombre
- Réalisation : John Newland
- Scénario : Nigel McKeand
- Directeur de la photographie : Andrew Jackson
- Montage : Michael McCroskey
- Décors : Ed Graves
- Distribution : Hoyt Bowers
- Musique : Billy Goldenberg
- Effets spéciaux de maquillage : Michael Hancock et Robert Sidell
- Producteur : Allan S. Epstein
- Producteur exécutif : Lee Rich
- Producteur associé : Neil T. Maffeo
- Compagnies de Production : Lorimar Productions
- Compagnie de distribution : ABC
- Genre : horreur
- Pays :  États-Unis
- Durée : 74 minutes
- Date de diffusion :  États-Unis : 10 octobre 1973

## Distribution
- Kim Darby : Sally Farnham
- Jim Hutton : Alex Farnham
- Barbara Anderson : Joan Kahn
- William Demarest : Monsieur Harris
- Pedro Armendáriz (fils) : Francisco Perez
- Lesley Woods : Ethyl
- Joel Lawrence : George Kahn
- William Sylvester : Tom Henderson
- Don Mallon : Bob
- Celia Milius : Anne
- Felix Silla : Créature
- Tamara De Treaux : Créature
- Patty Maloney : Créature

## Décors et effets
Le costume et la tête des créatures ont été imaginés par John Chambers. Bien que les costumes soient portés par des acteurs nains, les créatures devaient apparaitre deux fois et demie plus petites qu'elles ne l'étaient. Aussi, les décors ont été surdimensionnés par Ed Graves et James Cane pour donner cette illusion. Les têtes ont été d'abord moulées dans de l'alginate. Ce moule devait sécher sur l'acteur mais comme il pesait huit livres, cela a posé un souci pour Tamara De Treaux qui ne pesait que 35 livres. L'actrice était en effet « si petite que nous avons dû mettre des coussins tout autour pour la maintenir en place pendant que le moule sèche ».

## Remake
Le réalisateur et producteur Guillermo Del Toro a produit un remake en 2011 initulé Don't Be Afraid of the Dark avec dans les rôles principaux Katie Holmes et Guy Pearce.